# Schießstattring
Der Schießstattring ist eine vor 1877 nach der bürgerlichen Schießstätte benannte Straße in St. Pölten.

## Lage und Charakteristik
Der Schießstattring befindet sich am Westrand der St. Pöltner Altstadt, knapp außerhalb der bis ins Mitte des 19. Jahrhunderts bestehenden Stadtmauer. Als Namensgeber diente die außerhalb der Stadtmauern an der Stelle der heutigen Stadtsäle stehende Bürgerliche Schießstätte. Bis 1934 hieß die heutige, nahezu parallel verlaufende, Julius-Raab-Promenade zudem Schießstattpromenade. Die Straße verläuft in Nord-Süd-Richtung vom Europaplatz im Süden und geht nach der Westbahn-Unterführung in die Praterstraße über. Sie ist Teil der Landesstraße 100 und bildet eine der wichtigsten Nord-Süd-Achsen im Stadtverkehr.
Die Verbauung an der Westseite entstand vorwiegend, an der Ostseite teilweise in der zweiten Hälfte des 19. Jahrhunderts.

## Bemerkenswerte Gebäude
| Objekt                     | Nummer / Lage    | Erklärung | Bild                      |
| -------------------------- | ---------------- | --- | ------------------------- |
| Bundesschulzentrum         | Nummer 2 Lage    | Das Bundesschulzentrum St. Pölten, bestehend aus HTBLuVA St. Pölten und HAK St. Pölten, wird von der Andreas-Hofer-Straße, dem Schießstattring und der Waldstraße begrenzt, letztere liefert die Adresse des Komplexes. An der Stelle des Zentrums stand die 1945 zerstörte Militärunterrealschule St. Pölten. Das auch Schulkaserne genannte Gebäude wurde 1856 erbaut, der bekannteste Schüler war wohl Rainer Maria Rilke. |                           |
| Stadtsäle                  | Nummer 4 Lage    | Die Stadtsäle stehen teils offen zum Völklplatz, der auch die Adresse liefert. Das Hauptgebäude der Stadtsäle wurde im Jahre 1895 im späthistoristischen Stil nach den Plänen des St. Pöltner Architekten und Stadtbaumeisters Richard Frauenfeld für die K. K. priv. Schützenkompanie errichtet, der nördlich anschließende Festsaaltrakt ist ein Rest der 1882 errichteten Bürgerlichen Schießstätte. Das denkmalgeschützte Gebäude wurde 1907 von der Stadt St. Pölten angekauft und als Veranstaltungsstätte adaptiert. Es wurde bis 2011 zu einem 4-Sterne-Hotel umgebaut.                                                                                    | Die Stadtsäle             |
| Landes- und Bezirksgericht | Nummer 6 Lage    | Das Gebäude des Landes- und Bezirksgerichts St. Pölten wurde gemeinsam mit der direkt angeschlossenen Justizanstalt St. Pölten von 1901 bis 1903 erbaut. Das damalige Kreisgericht St. Pölten steht etwas abseits der Verbauungsflucht nach hinten versetzt. Das dreistöckige Bauwerk war von 1945 bis 1955 Sitz der sowjetischen Stadtkommandantur und wurde 1957 restauriert. Zwischen 1992 und 1996 wurde in der Heßstraße von Paul Pfaffenbichler ein Erweiterungstrakt erbaut. Seit Juni 2009 sind die Arbeiten für einen Zubau in der Andreas-Hofer-Straße im laufen, weiters wird unter dem Vorplatz eine Tiefgarage errichtet und der Platz neu gestaltet. |                           |
| Hesserkaserne              | Nummer 8–10 Lage | Die Hesserkaserne, benannt nach Heinrich Freiherr von Heß ist der Stationierungsort des Militärkommandos Niederösterreich. Die heutige Hesserkaserne entstand 1957 aus der Zusammenlegung dreier ehemaliger Landwehrkasernen. Die 1890 errichtete Franz-Josephs-Kaserne und die zwei Jahre später erbaute die Rainerkaserne liegen am Schießstattring, die Eugenkaserne von 1900 liegt hingegen in der kreuzenden Heßstraße. | Die Hesserkaserne um 1900 |
|                            | Nummer 11 Lage   | Das Gebäude liegt an der Ecke Schießstattring und Völklplatz, letzterer liefert die Adresse. Es wurde zwischen 1898 und 1900 von Emil Berger als eigenes Wohnhaus erbaut. Das heute von der ÖVP als Bezirksgeschäftsstelle genutzte Bauwerk zeigt starke Einflüsse des Secessionsstils. |                           |
|                            | Nummer 14 Lage   | Das Wohnhaus wurde 1894, gemeinsam mit dem Gebäude Hötzendorfstraße 1, von Friedrich Wohlmeyer im späthistoristischem Stil errichtet. |                           |
| Aquacity                   | Nummer 15 Lage   | Das städtische Hallenbad Aquacity wurde 1966 eröffnet und zwischen 2004 und 2005 komplett erneuert. | Aquacity                  |
| Evangelische Pfarrkirche   | Nummer 19 Lage   | Zwischen Schießstattring, Julius-Raab-Promenade und Heßstraße befindet sich die Evangelische Pfarrkirche samt Pfarrhaus. Die neugotische Kirche entstand zwischen 1891 und 1892. Die evangelische Gemeinde der Stadt hatte das Grundstück schon 1872 erworben, konnte aufgrund mangelnder finanzieller Mittel erst zwei Jahrzehnte später die Kirchenweihe feiern. I dem 36 Meter hohen Turm waren ursprünglich drei Glocken, von denen nur eine die beiden Weltkriege überdauerte. | Evangelische Pfarrkirche  |
| Luisenvilla                | Nummer 25 Lage   | Das Luisenvilla genannte Gebäude zieht sich vom Schießstattring über die Ludwig-Stöhr-Straße bis zur Julius-Raab-Promenade. Es wurde 1891 von Richard Frauenfeld errichtet. |                           |
|                            | Nummer 27 Lage   | Das ehemalige Hotel Habsburgerhof wird heute als Wohnhaus genutzt und liegt an der Ecke zur Ludwig-Stöhr-Straße, welche auch die Adresse liefert. Das späthistoristische Gebäude wurde 1898 von Richard Frauenfeld erbaut. |                           |